# Evelyn Beatrice Hall
Evelyn Beatrice Hall, (28 de septiembre de 1868 – 13 de abril de 1956), que empleó el seudónimo Stephen G. Tallentyre, fue una escritora del Reino Unido.

## Biografía
Evelyn Beatrice Hall nació el 28 de septiembre de 1868 en Shooter's Hill, Kent, la segunda de los cuatro hijos del reverendo William John Hall (1830-1910), canónigo menor de la catedral de San Pablo e Isabella Frances Hall (née Cooper).
Su hermana mayor, Ethel Frances Hall (1865–1943), se casó con el escritor Hugh Stowell Scott (seudónimo Henry Seton Merriman) en 1889. Evelyn Hall se convertiría en una influencia importante en la vida de su cuñado, con quien fue coautora de dos volúmenes de cuentos, From Wisdom Court (1893) y The Money-Spinner (1896). A su muerte en 1903, Scott dejó £ 5.000 a Hall, escribiendo que era "(...) en señal de mi gratitud por su continua asistencia y asesoramiento literario, sin los cuales nunca hubiera podido vivir de mi pluma".
Es muy conocida por su biografía de Voltaire, Los amigos de Voltaire, la que finalizó en 1906. Redactó la frase, que erróneamente se le atribuye a él: "Estoy en desacuerdo con lo que dices, pero defenderé hasta la muerte tu derecho a decirlo," como ilustración de las creencias de Voltaire.